# Lidija Amidžić
Lidija Amidžić (Priština, 26. maj 1957) srpski je redovni profesor i botaničar. Autor je brojnih naučnih radova i stručnih udžbenika.

## Biografija
Lidija je rođena kao najstarija kćerka u porodici Đorđević. U Prištini je završila osnovnu školu i gimnazuju, gde i upisuje osnovne studije na Prirodno-matematičkom fakultetu Univerziteta u Prištini, odsek za Biologiju, 1976-1981. Magistarske studije završava u periodu 1985-1988. na Prirodno-matematičkom fakultetu, Univerziteta u Beogradu, Katedre za biologiju. Doktorsku disertaciju je odbranila 1996. na Biološkom fakultetu Univerziteta u Beogradu.

### Karijera[1]
Prvi profesionalni angažman je imala kao asistent na Odseku za biologiju Prirodno-matematičkog fakulteta Univerziteta u Prištini u periodu 1982-1988. Na istom fakultetu postaje docent 1986. gde se na toj poziciji zadržava sve do 1999. godine i NATO agresije na SRJ. Od 1999 do 2004 predaje kao vanredni profesor na gore navedenom fakultetu, u tom trenutku, izmeštenom u Kosovskoj Mitrovici.
Od 1994. do 1999. godine radila je i kao stručni savetnik i šef Radne jedinice u Prištini Zavoda za zaštitu prirode Srbije,  zatim postaje pomoćnik direktora i rukovodilac Sektora za biodiverzitet. Na toj poziciji se zadržava do 2000. godine, kada je postavljena za direktora Zavoda za zaštitu prirode Srbije.
Za vreme njenog mandata, do 2008. proglašeni su parkovi prirode:
- Golija,
- Kamaraš,
- Šargan-Mokra Gora,
- Jegrička,
- Stara Tisa kod Bisernog ostrva;

rezervati prirode:
- Slano Kopovo,
- Venerina Padina,
- Bagremara

i predeli izuzetnih odlika:
- Ovčarsko kablarska klisura,
- Veliko ratno ostrvo,
- Kosmaj,
- Avala,
- Vlasina.

Od 2008. do 2012. godine predaje kao vanredni profesor na Fakultetu za primenjenu ekologiju Futura Univerziteta Singidunum. Na istom univerzitetu 2012. godine dobija zvanje redovnog profesora. Od 2016. do 2019. predaje na Fakultetu za ekologiju i zaštitu životne sredine Univerziteta Union - Nikola Tesla. Trenutno je redovan profesor na Univerzitetu Singidunum.

## Dela
- L. Amidžić, Održivo upravljanje vodnim resursima, Univerzitet Singidunum, 2021
- L. Amidžić, Očuvanje biodiverziteta, Univerzitet Singidunum, 2020
- L. Amidžić, M. Vujčić-Trkulja, Eco-Based Management in Protected Urban Areas. In: Leal Filho W., Azul A., Brandli L., Özuyar P., Wall T. (eds) Zero Hunger. Encyclopedia of the UN Sustainable Development Goals., Springer, Cham, 2020
- L. Amidžić, In: Amidžić, L., Krasulja, S., Belij, S. (Eds). Zaštićena prirodna dobra Srbije., Zavod za zaštitu prirode Srbije, 2017
- L. Amidžić, Flora, Vegetacija, Biodiverzitet, Zaštita prirode. In: Roganović, V. (Ed): Leksikoni nacionalnih parkova  Srbije – Šar-planina, JP Službeni glasnik, JP Nacionalni park Šar-planina, Geografski institut „Jovan Cvijić“ SANU, 2016
- L. Amidžić, Flora, Vegetacija, Biodiverzitet, Zaštita prirode. In: Roganović, V. (Ed): Leksikoni nacionalnih parkova  Srbije – Tara, JP Službeni glasnik, JP Nacionalni park Tara, Geografski institut „Jovan Cvijić“ SANU, 2015
- L. Amidžić, Zaštita prirode. In: Roganović, V. (Ed): Leksikoni nacionalnih parkova  Srbije – Kopaonik, JP Službeni glasnik, JP Nacionalni park Kopaonik, Geografski institut „Jovan Cvijić“ SANU, 2015
- L. Amidžić, Zaštita prirode. In: Roganović, V. (Ed): Leksikoni nacionalnih parkova  Srbije – Đerdap., JP Službeni glasnik, JP Nacionalni park Đerdap, Geografski institut „Jovan Cvijić“ SANU, 2015
- L. Amidžić, Biogeografija, Nezavisni univerzitet, Ekološki fakultet Banja Luka, 2015
- L. Amidžić, Biološka raznovrsnost i konzervaciona biologija, Univerzitet Singidunum, Fakultet za primenjenu ekologiju Futura, 2015
- L. Amidžić, Livade i pašnjaci: 159 - 168; Biljni svet: 168-180. In: Čeliković, B. & Knežević, M. (Eds): Rudnik – šapat visina, Službeni glasnik, 2014
- L. Amidžić, Biološka raznovrsnost, Univerzitet Singidunum, Fakultet za primenjenu ekologiju Futura, 2014
- D. Milovanović, L. Amidžić, S. Knežević, N. Banjac, R. Spasić, M. Kličković, A. Maran, Geonasleđe Parka prorode „Šargan-Mokra Gora“, Park prorode Mokra Gora, Fond za zaštitu životne sredine, 2011
- L. Amidžić, In: Mijović, A., Belij, S., Krasulja, S. (Eds). Zaštićena prirodna dobra Srbije, Ministarstvo životne sredine, rudarstva i prostornog planiranja Republike Srbije, Zavod za zaštitu prirode Srbije, 2011
- L. Amidžić, Vodič za upravljače zaštićenim područjima, Ministarstvo zaštite životne sredine, rudarstva i energetike, GreenLimes, Univerzitet Singidunum, Fakultet za primenjenu ekologiju Futura, 2011
- L. Amidžić, In: Sekulić, N., Šinžar-Sekulić, J. (Eds.): EMERALD ekološka mreža u Srbiji, Ministarstvo životne sredine i prostornog planiranja Republike Srbije, Zavod za zaštitu prirode Srbije, 2010
- L. Amidžić, Prokletije. In: Jovanović, S. (Ed): UNESCO u Srbiji: 430-442, Pravoslavna reč, 2007
- L. Amidžić, Šar-planina. In: Jovanović, S. (Ed): UNESCO u Srbiji: 474-484, Pravoslavna reč, 2007
- L. Amidžić, In: Amidžić, L., Krasulja, S., Belij, S. (Eds). Zaštićena prirodna dobra Srbije, Ministarstvo zaštite životne sredine Republike Srbije, Zavod za zaštitu prirode Srbije, 2007
- L. Amidžić, In Stevanović, V. (Ed.): Serbia and Montenegro - Serbia. In: Anderson, S., Kušik, T., Rudolf, E. (Eds.): Important Plant Areas in Cantral and Eastern Europe - Priority Sites for Plant Conservation., Plantlife Internationala Europa - The Wild Plant Conservation Charity, 2005
- L. Amidžić, Z. Jarić, N. Jovović, Budući nacionalni park Prokletije: 403-453. In: Amidžić, L., Janković, M.M. & Jakšić, P. (Eds): Metohijske Prokletije – prirodna i kulturna baština, Zavod za zaštitu prirode Srbije, 2003
- L. Amidžić, Visokoplaninska vegetacija: 211-221. In: Amidžić, L., Janković, M.M. & Jakšić, P. (Eds): Metohijske Prokletije – prirodna i kulturna baština, Zavod za zaštitu prirode Srbije, 2003
- M. Janković, L. Amidžić, Zona borbe bora krivulja: 207-211. In: Amidžić, L., Janković, M.M. & Jakšić, P. (Eds.): Metohijske Prokletije – prirodna i kulturna baština, Zavod za zaštitu prirode Srbije, 2003
- L. Amidžić, B. Panjković, Vaskularna flora: 149-178. In: Amidžić, L., Janković, M.M. & Jakšić, P. (Eds): Metohijske Prokletije – prirodna i kulturna baština, Zavod za zaštitu prirode Srbije, 2003
- M. Jevtović, L. Amidžić, Z. Bulić, M. Veurović, S. Gligorijević, B. Zlatković, R. Jevđović, J. Mijatović, N. Penezić, M. Cerović, Zelena riznica, Zadužbina Andrejević, 2001
- L. Amidžić, Prividna smrt – strategija opstanka, Zadužbina Andejević, 2000
- L. Amidžić, S. Dražić, M. Kostić, S. Maksimović, R. Mandić, N. Menković, B. Panjković, V. Popov, D. Radanović, Đ. Roki, D. Sekulović, B. Stepanović, S. Tasić, Strategija zaštite lekovitog bilja Srbije, Institut za proučavanje lekovitog bilja „Dr Josif Pančić“, Zavod za zaštitu prirode Srbije, Ministarstvo zaštite životne sredine Republike Srbije, 1999
- Z. Krivošej, L. Amidžić, Draba siliquosa Bieb.: 336-338. In: Stevanović, V. (Ed). Crvena knjiga flore Srbije 1. Iščezli i krajnje ugroženi taksoni, Ministarstvo za životnu sredinu Republike Srbije, Biološki fakultet Univerziteta u Beogradu, Zavod za zaštitu prirode Republike Srbije, 1999
- V. Ranđelović, L. Amidžić, Colihicum macedonicum Koš.: 186-187. In: Stevanović, V. (Ed). Crvena knjiga flore Srbije 1. Iščezli i krajnje ugroženi taksoni, Ministarstvo za životnu sredinu Republike Srbije, Biološki fakultet Univerziteta u Beogradu, Zavod za zaštitu prirode Republike Srbije, 1999
- L. Amidžić, Z. Krivošej, Loiseleuria procumbens (L.) Desv.: 195-196; Saxifraga carpatica Sternb:  230-231; Draba siliquosa Bieb.: 336-338; Fritillaria macedonica Born m.: 338-339.In: Stevanović, V. (Ed) : Crvena knjiga flore Srbije 1. Iščezli i krajnje ugroženi taksoni., Ministarstvo za životnu sredinu Republike Srbije, Biološki fakultet Univerziteta u Beogradu, Zavod za zaštitu prirode Republike Srbije, 1999